# Parti national génération indépendance
Le Parti national génération indépendance (en Arabe: الحزب الوطني لجيل الإستقلال), ou "Génération indépendance", est un ancien parti politique marocain créé en 1999 par Omar Benslimane, à la suite d'une scission avec le Parti du progrès et du socialisme.
En 2002, le parti a annoncé son boycott des élections législatives, justifiant sa position par le fait que "les élections au Maroc ressemblent à une foire".